# Sikorsky S-97 Raider
Le Sikorsky S-97 Raider est un hélicoptère américain doté d'un rotor contrarotatif et d'une hélice propulsive. Dérivé de l'hélicoptère expérimental Sikorsky X2, il est développé comme appareil expérimental pour le Sikorsky Raider X qui devait être construit en série. 
Il a été retenu pour le deuxième tour de l'appel d'offres de l'US Army dans le cadre du programme FARA (sigle en anglais : Future Attack Reconnaissance Aircraft) visant à remplacer les OH-58D Kiowa Warrior aux côtés des concepts de Bell, Boeing, Karem Aircraft et AVX. La phase de tests en vol des deux prototypes retenus à l'issue des phases finales devait débuter en 2023 pour une entrée en service de l'appareil retenu en 2028. Mais le 8 février 2024, alors que le Sikorsky Raider X n'a pas encore effectué son premier vol, le programme FARA est annulé.

## Développement
Le développement du S-97 Raider se base sur l'expérience acquise avec le Sikorsky X2 dont le premier vol avait eu lieu en août 2008. Il en reprend les formes générales, en particulier le rotor principal contrarotatif et l'hélice propulsive. Le programme du S-97 est lancé en octobre 2010 et la revue critique de conception est passée en mars 2013. Le S-97 est dévoilé en septembre 2014. Il effectue son premier vol le 22 mai 2015.
En octobre 2018, il atteint pour la première fois la vitesse de 374 km/h, le rapprochant de son objectif de vol à plus de 400 km/h.